# James Gill
James Francis Gill, född 20 december 1934 i Tahoka i Texas, är en amerikansk popkonstnär. År 1962 inlemmade Museum of Modern Art i New York hans målning ”Marilyn Triptych” i sin samling. Tio år senare drog sig Gill tillbaka för att i början av 2000-talet återvända till konstscenen.

## Biografi

### Tidiga verk
Gill föddes år 1934 i Tahoka i Texas och växte upp i San Angelo. Redan under hans barndom uppmuntrade hans mor, som var inomhusarkitekt, att han skulle utveckla sin konstnärliga begåvning. På gymnasiet grundade Gill med sina vänner en rodeoklubb, för att förverkliga sin dröm om att bli cowboy. Under sin värnpliktstid arbetade utformade Gill affischer. Efter att ha återvänt till Texas fortsatte han sina studier vid San Angelo University och arbetade på en arkitektfirma. År 1959 studerade han vid University of Texas i Austin och arbetade sedan med arkitekturdesign i Odessa i Texas. Först därefter koncentrerade han sig på sin konstnärliga bana.
År 1962 flyttade Gill till Los Angeles och visade bland annat upp konstverket ”Women in Cars” på Felix Landau-galleriet. I november 1962 blev Gill internationellt erkänd, då Museum of Modern Art i New York tog upp Marilyn Monroe-bilden ”Marilyn Triptych” i sin samling. Hans teckning ”Laughing Women in Auto and Close-up” ställdes ut tillsammans med teckningar av Picasso och Odilon Redon. 
År 1965 undervisade Gill i målarkonst vid universitetet i Idaho. Hans verk var under de åren ofta dystra beträffande färgsättning och stämning. Huvudtemat i hans målningar var den samhälleliga och politiska stämningen under exempelvis Vietnamkriget. Han utförde en serie antikrigsbilder, som framställde civila och militära ledare.
En av antikrigsbilderna ur serien är ”The Machines”. Dess komposition länkar mediebevakningen från USA med krigsförhållandena i Vietnam. År 1967 visades Gills verk på utställningen Sao Paulo 9 - Environment United States: 1957-1967 i Brasilien tillsammans med verk av Andy Warhol och Edward Hopper. Utställningen innebär Gills genombrott inom den internationella konstvärlden. Hans konstverk inkorporerades i samlingarna hos flera välkända museer. Samma år fick han uppdraget av Time Magazine att utföra ett porträtt av ryssen Aleksandr Solzjenitsyn. Gill framställde Solzjenitsyn i en quadriptyk.
Konstverket hängde därefter cirka fem år i Time Life-byggnaden. Gills källor och influenser kom alltid från samtiden. Hans konstnärliga erkännande grundade sig inte bara på porträtt av till exempel John F. Kennedy, Marilyn Monroe och bandet Beatles, utan även i hög grad på de verk vars motiv ifrågasatte den politiska maktstrukturen och kriget. Ett viktigt verk från den tiden är ”Political Prisoner”. Målningen visar en gravid kvinnas siluett. Hennes kropp är symbolen för människans livstid och möjligheten till en nystart för varje generation. 1969 arbetare Gill som lärare vid universitetet i Irvine, Kalifornien. 1972 blev han erbjuden en tjänst som gästprofessor vid universitetet i Eugene, Oregon. Vid denna tid var Gill mycket populär inom popkonstscenen. Ändå såg många samtida konstnärer ett djupare och bredare perspektiv i hans verk än vad popkonsten gav utrymme för. ”Gill är en framträdande popkonstnär. Men han är mer än konstnär och behandlar sina teman väldigt emotionellt fört bara vara popkonstnär”.
Gill är representerad vid bland annat Museum of Modern Art.

### Gill lämnar konstscenen
År 1972 drog sig Gill överraskande bort från konstscenen. Han ville vidareutveckla sin konstnärliga uttrycksform utan att fortsatt behöva vara fånge i den materialistiska världen. Gill menade, att han blev utmattad av äran och dilemmat hos ”Political Prisoners”. Han sade sig ha privata problem och flyttade från Los Angeles till Whale Gulch.

### Återupptäckten
I mitten av 1980-talet återupptog Gill målandet. Han återvände till Texas och vidareutvecklade sin konst utan att offentliggöra den. Tio år senare ringde Smithsonian American Art Museums konsttidning ”American Art” upp Gill och bad honom om en intervju. Intervjun innebar att Gill ånyo blev upptäckt av gallerier och museer. År 1987 började Gill arbeta med datorer och skrivare som verktyg för att teckna". År 2005 anordnades en retrospektiv utställning på Museum of Fine Arts i San Angelo.

### Sentida verksamhet
Från omkring 2010 började Gill – i motsats till de tidiga konstverkens dominerande politiska motiv – fokusera på klassiska popkonstmotiv som John Wayne, Paul Newman och Marilyn Monroe. 
Genom bekantskap med bland andra Tony Curtis, Kirk Douglas, John Wayne, Jim Morrison, Martin Luther King och Marlon Brando har Gill i popkonstens namn dokumenterat en hel generation. 
I dag präglas Gills konst av en blandning mellan realism och abstraktion. Fotografier förblir utgångspunkten för hans konst. Bildkompositionen förfärdigar han numera med hjälp av datorer och montageeffekter, vilka han själv kallar ”Metamage” eller ”Mixed Media”.

## Bildgalleri

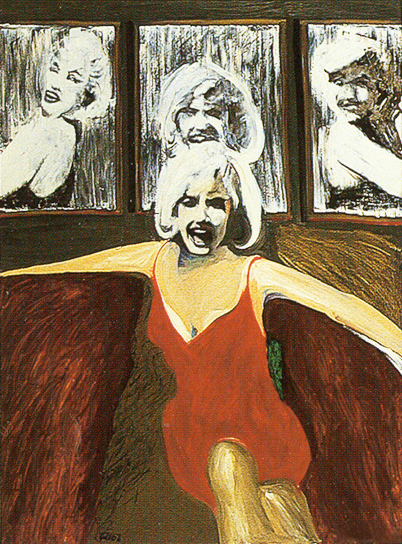
Vänstra delen av Marilyn Tryptich (1962).
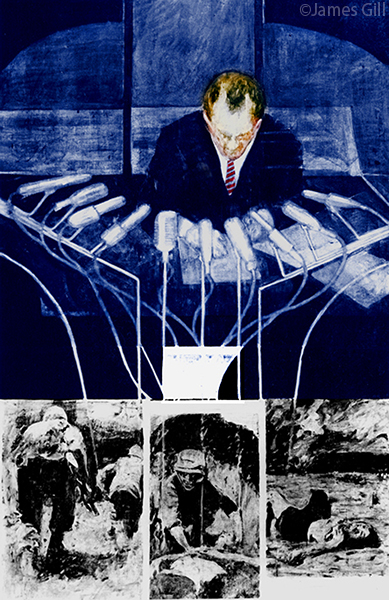
The Machines (1965).
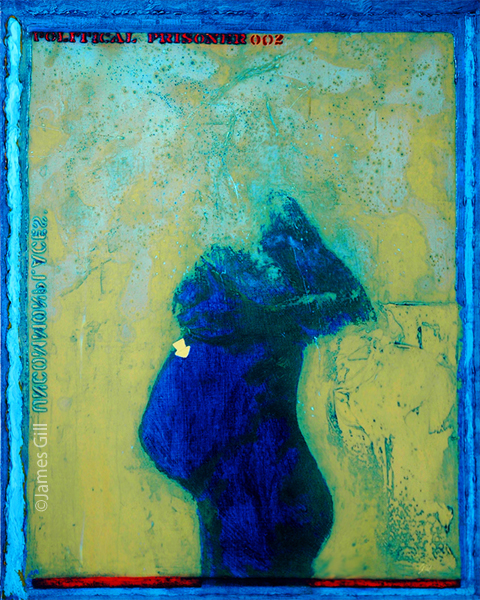
Political Prisoner (1968).
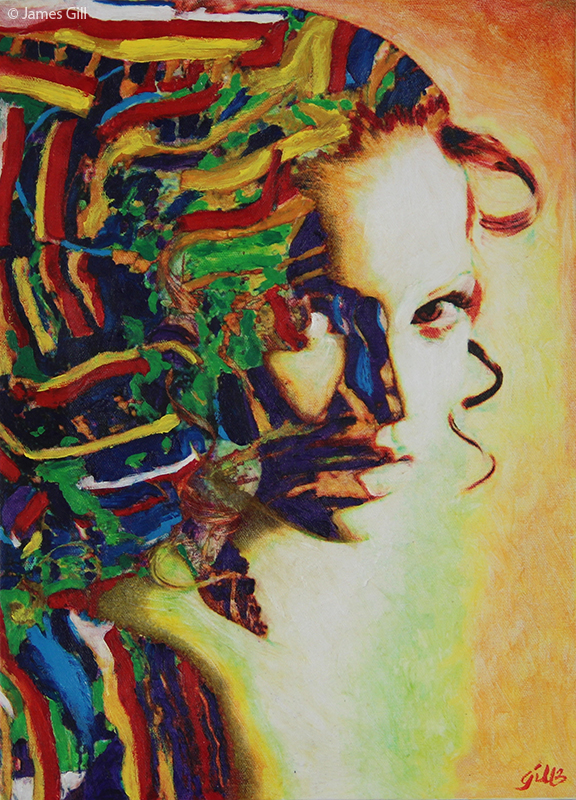
Behind the Shadow (2003).
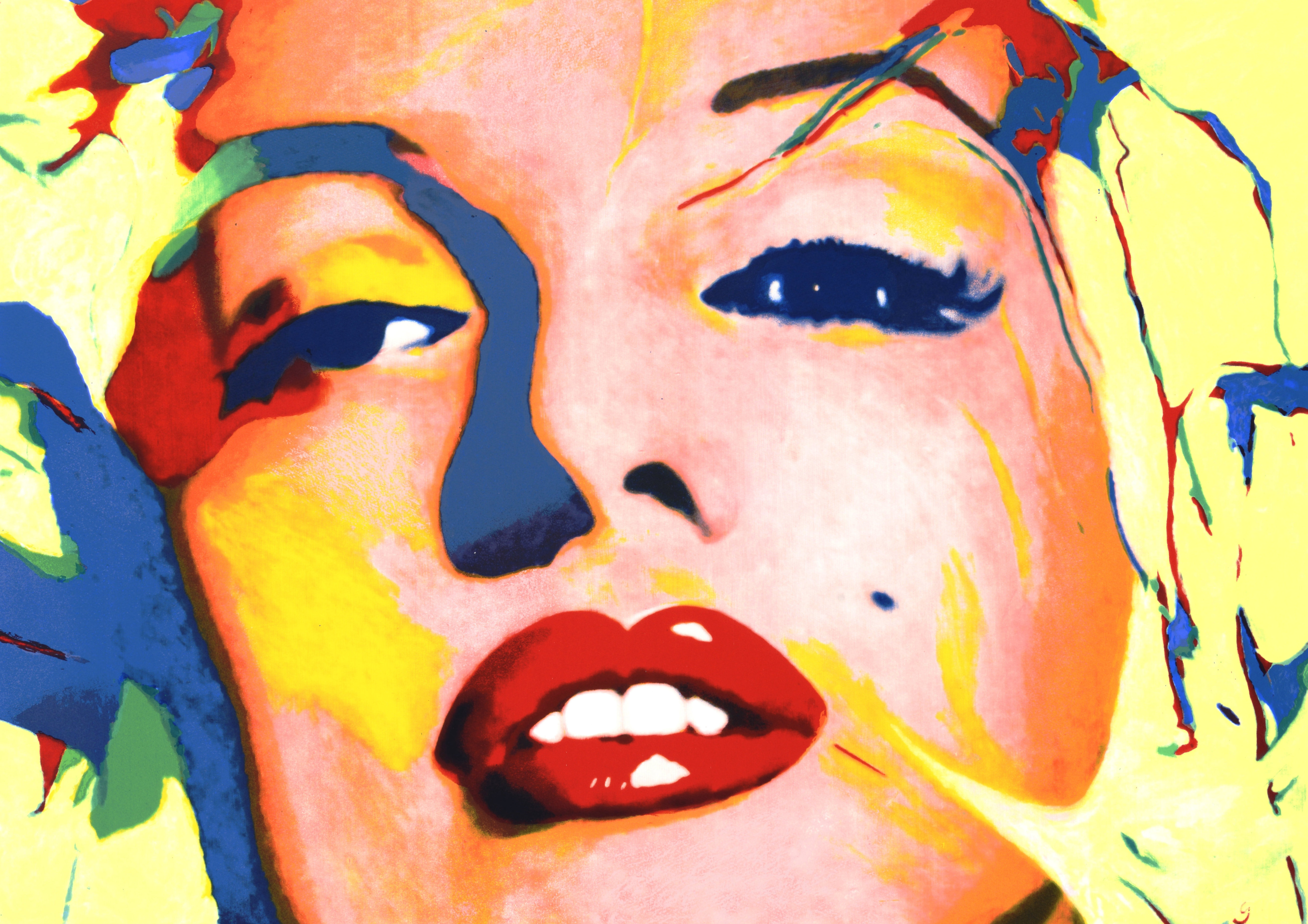
MM a Critique of Mass Iconology – serigrafi (2013).

## Enskilda utställningar (Urval)
- 1962/1964/1966 Alan Gallery, New York
- 1963/1965/1967 Landau Gallery, Los Angeles
- 1964 Galeria George Lester, Rom
- 1966 Crocker Gallery, Sacramento
- 1970 Civic Center, Topanga
- 2005 San Angelo Museum of Fine Arts, San Angelo
- 2012 “L.A. Raw“, Pasadena Art Museum, Pasadena, Kalifornien
- 2013 art Karlsruhe
- 2014 ART Innsbruck
- 2015 antiques & art fair, Luxemburg

## Konstverk i offentliga samlingar
- Whitney Museum of American Art, New York
- Berkeley Art Museum, University of California, Berkeley
- Smithsonian American Art Museum, Washington, D.C.
- National Portrait Gallery, Washington, D.C.
- Stanford University Center for Visual Arts, Stanford, Kalifornien
- San Angelo Museum of Fine Arts, San Angelo, Texas
- Santa Barbara Museum of Art, Santa Barbara, Kalifornien
- The Art Institute of Chicago, Chicago, Illinois
- Museum Moderner Kunst Stiftung Ludwig, Wien

## Utmärkelser
- Art fellowship, University of Texas, 1959
- Awarded Purchase Prize, Sixty-seventh Annual American Exhibition, The Art Institute of Chicago, 1964